# La mirada del silencio
La mirada del silencio (en indonesio: Senyap, "Silencio") es un documental de 2014 dirigido por Joshua Oppenheimer en coproducción internacional, que habla sobre los asesinatos indonesios de 1965-1966. Se trata de un complemento del documental de 2012 de Oppenheimer, The Act of Killing. La producción ejecutiva estuvo a cargo de Werner Herzog, Errol Morris y Andre Singer. El documental estuvo nominado por los premios de la Academia como mejor documental en su 88.ª edición.

## Argumento
Un hombre indonesio de mediana edad, cuyo hermano fue brutalmente asesinado en la purga de comunistas en 1965, confronta a los responsables de su asesinato. Preocupado por su seguridad, el hombre no se identifica plenamente en la película, en los créditos aparece como "anónimo". Algunos planos constan del hombre que mira (lo que parece ser) metraje extra de The Act of Killing, que incluye escenas de los hombres que mataron a su hermano. Visita a algunos de los asesinos y a sus colaboradores—incluyendo su propio tío—bajo el pretexto de un examen de la vista. A pesar de que ninguno de los asesinos expresa remordimiento, la hija de uno de ellos queda horrorizada cuando escucha, aparentemente por primera vez, los detalles de los asesinatos.

## Recepción
La mirada del silencio fue aclamada por la crítica. En Metacritic, la película tiene un 92 sobre 100 índice basado en 29 críticas, indicando "universalmente aclamada". El 14 de enero de 2016, la película estuvo nominada a los premios de la Academia como mejor documental en su 88.ª edición.